# قیسان
قیسان یک منطقهٔ مسکونی در سودان است که در نیل آبی واقع شده‌است.